# Reprezentacja Stanów Zjednoczonych U-20 w piłce nożnej mężczyzn
Reprezentacja Stanów Zjednoczonych U-20 w piłce nożnej – młodzieżowa reprezentacja Stanów Zjednoczonych sterowana przez Amerykański Związek Piłki Nożnej. Jej największym sukcesem jest czwarte miejsce na świecie w 1989 roku.

## Występy w MŚ U-20
- 1977: Nie zakwalifikowała się
- 1979: Nie zakwalifikowała się
- 1981: Runda grupowa
- 1983: Runda grupowa
- 1985: Nie zakwalifikowała się
- 1987: Runda grupowa
- 1989: Czwarte miejsce
- 1991: Nie zakwalifikowała się
- 1993: Ćwierćfinał
- 1995: Nie zakwalifikowała się
- 1997: 1/8 finału
- 1999: 1/8 finału
- 2001: 1/8 finału
- 2003: Ćwierćfinał
- 2005: 1/8 finału
- 2007: Ćwierćfinał
- 2009: Runda grupowa
- 2011: Nie zakwalifikowała się
- 2013: Runda grupowa
- 2015: Ćwierćfinał
- 2017: Ćwierćfinał
- 2019: Ćwierćfinał
- 2023: Ćwierćfinał
- 2025: Zakwalifikowała się